# Tom Tom Tom
"Tom Tom Tom" foi a canção que representou a Finlândia no  Festival Eurovisão da Canção 1973, interpretada em inglês (a primeira vez que a Finlândia enviou uma canção não interpretada em finlandês) por Marion Rung. Foi a primeira canção a ser interpretada na noite do festival, antes da canção belga "Baby, Baby", interpretada por Nicole & Hugo. No final, terminou em sexto lugar (a melhor classificação da Finlândia até à vitória dos Lordi em 2006 e recebeu 93 pontos.

## Autores
- Letrista:  Bob Barratt
- Compositor: Rauno Lehtinen
- Orquestrador: Ossi Runne

## Letra
A canção é uma balada de amor, com Rung cantando sobre a música gerada nela pela seu amante. 